# Abacena mundula
Abacena mundula là một loài bướm đêm trong họ Noctuidae.